# Manikanahalli, Krishnarajpet
Manikanahalli là một làng thuộc tehsil Krishnarajpet, huyện Mandya, bang Karnataka, Ấn Độ.